# Mario Ceretto
Mario Luigi Giovanni Ceretto (Cuorgnè, 10 novembre 1929 – Orbassano, 23 maggio 1975) è stato un imprenditore italiano.

## Biografia
È stato sequestrato e ucciso dalla 'ndrangheta il 23 maggio 1975.
Partigiano a quindici anni non ancora compiuti nella formazione di Giustizia e Libertà, VI Divisione G.L., nel dopoguerra prende parte a molteplici riunioni degli industriali a Torino, incontrando, tra gli altri, Adriano Olivetti, ed impegnandosi in iniziative per lo sviluppo economico del proprio territorio.
Nel 1975 è candidato sindaco in una lista indipendente e si oppone alla proposta di Giovanni Iaria, originario di Condofuri giunto nel Canavese in soggiorno obbligato, di entrare a farne parte.
Sono i principi per cui ha combattuto nella Resistenza a porlo in netto contrasto col tentativo di infiltrazione mafiosa nel Canavese. È contitolare di due fornaci per laterizi. Stimato da tutti, più che per le sue attività economiche, è conosciuto per il suo impegno politico. È parte del Comitato Antifascista e nel ’75 del Comitato per le celebrazioni del Trentennale della Liberazione.
Sequestrato nella notte del 22 maggio davanti a casa è condotto in una cascina di Orbassano, nella cintura torinese, dove è stata allestita una cella insonorizzata. Per la costruzione della cella e per la custodia dell’ostaggio durante la sua prigionia, vengono reclutate persone che giungono appositamente dalla Calabria. Nella giornata del 23 maggio Ceretto si rifiuta di trattare coi rapitori, di dare loro i nomi dei propri familiari. La sera, secondo la testimonianza di uno degli imputati, nel tentativo di liberarsi, sferra un colpo al suo carceriere, a quel punto viene immobilizzato da più persone e barbaramente ucciso. Alla famiglia giunge la richiesta telefonica di riscatto, ma il 27 maggio nei pressi della stessa cascina è rinvenuto il suo cadavere.
Il sindaco di Cuorgnè, Luigi Viano, ex comandante partigiano G.L. "Bellandy", proclama il lutto cittadino e ne ricorda la figura: "Combattente tenace delle cause giuste, caduto per difendere la sua libertà, quella della sua famiglia e di noi tutti, e per non accettare imposizioni o umilianti ricatti, era stato giovanissimo partigiano e da quel periodo e dagli insegnamenti del padre aveva appreso i valori della dignità umana".
Come afferma in quei giorni Pietro Rolando, sindacalista della Cgil: "In Cuorgnè esistono persone di chiaro stampo mafioso. Lo sanno tutti. L’immigrazione con i sorvegliati speciali ed i soggiorni obbligati, ha trasferito al nord un fenomeno più volte denunciato…" chiamando in causa Giovanni Iaria e il pacchetto di 500 voti da lui offerto a chi è disposto a farlo eleggere come assessore ai lavori pubblici, e dichiara: "Mario Ceretto era un uomo di molto coraggio e non aveva paura di nulla. Sebbene ultimamente per intimidirlo erano stati compiuti atti di sabotaggio sui macchinari delle sue aziende. Poi c'è stata la sua morte e adesso Cuorgnè vive nel terrore".
Nell’autunno dello stesso anno, quando nella commemorazione nel Consiglio Comunale di Cuorgnè, Mario Ceretto viene ricordato per il suo impegno di consigliere comunale in diverse legislature, nella stessa sala consigliare siede ormai Giovanni Iaria, eletto con la lista socialista.
Nella deposizione al processo, la moglie, che aveva condiviso e sostenuto il suo rifiuto a far entrare Iaria nella propria lista per le sue compromissioni mafiose, indica chiaramente tra i responsabili del sequestro Giovanni Iaria, che insieme al guardaspalle Luigi "Gino" De Stefano, si presenta a lei l’indomani della scomparsa del marito, offrendosi di rilevare la sua attività. Per questa denuncia, la vedova subirà ritorsioni da parte di Iaria che, arbitrariamente, in quanto assessore comunale, avanzerà indebite richieste di controllo sullo svolgimento della sua attività.
Sull'ex muratore di Condofuri grava l'accusa di essere, insieme a Rocco Lo Presti, uno dei mandanti del sequestro Ceretto, anche da parte del principale imputato del processo, Giovanni Caggegi.
Per il sindaco Bosone e la giunta comunale di Cuorgnè, tuttavia, tali accuse e sospetti non sono sufficienti ad allontanarlo dalla sua carica pubblica. Giovanni Iaria sarà a lungo amministratore locale e godrà di appoggi istituzionali, malgrado condanne e provvedimenti a suo carico.
Il Processo di Primo Grado concentra l’attenzione sulle figure minori, condannando i manovali. 
Molti errori sono stati commessi in questa fase per una impostazione “distorta e illogicamente riduttiva nei confronti di un sequestro finito male, dando fiato a false testimonianze, punite col carcere, a supposizioni riportate dalla stampa dell’epoca e tutt’oggi spesso rilanciate sul web, dimostratesi infondate già allora, smentite dalle successive indagini giudiziarie. Obiettivo del suo sequestro era l’estorsione di un riscatto. Nella sua prigionia Mario Ceretto ha tentato di liberarsi, vedendo probabilmente in volto uno dei suoi rapitori. Con l'aiuto di altri carcerieri Giovanni Caggegi lo ha colpito a morte con un masso alla testa. 
La Corte di Assise d’Appello conferma la condanna all’ergastolo all’esecutore materiale del delitto, Giovanni Caggegi, ma riconsiderando il sequestro nell'ambito più esteso dell’azione della 'ndrangheta, ne condanna anche gli organizzatori.
La Corte di cassazione nel 1982 rinvia per irregolarità gli atti alla Corte d’Appello di Genova, dove il giudizio si conclude con un’assoluzione per insufficienza di prove dei mandanti, precedentemente condannati. È un monsignore del Vaticano, Don Simeone Duca, con la collaborazione di Don Giovanni Stilo di Africo Nuovo ad intervenire presso il magistrato della Corte di cassazione di Roma, col risultato di scagionare definitivamente i principali responsabili, fra cui Rocco Lo Presti, storico boss mafioso di Bardonecchia.
Il rifiuto di Mario Ceretto ad ogni compromesso con la 'ndrangheta, pagato con la vita, la sua volontà di impedire l'assoggettamento del territorio canavesano da parte della criminalità organizzata, è rimasto un gesto isolato. 
Da allora nessuno ha più contrastato l'infiltrazione della 'ndrangheta nel Canavese, come emerge dall'operazione Minotauro e dalla vasta rete di connivenze politiche, economiche e sociali presenti sul territorio.
Nel 2015, il Presidente del Senato Pietro Grasso, nella relazione conclusiva della Commissione parlamentare d’inchiesta sul fenomeno delle intimidazioni nei confronti degli amministratori locali, ha ricordato il suo assassinio.

Il FONDO ARCHIVIO MARIO CERETTO, voluto da familiari, conserva la documentazione biografica esistente su di lui e sulla sua tragica fine. Istituito negli anni novanta per onorarne la memoria, ha fatto conoscere attraverso la propria attività culturale e realizzazione di documentari, aspetti della sua vita che pochi conoscevano, come il suo impegno nella Resistenza antifascista in Canavese, e prosegue nel tempo a ricordare la sua figura, i valori di libertà e di dignità umana in cui ha creduto.